# Tiếng Gallaecia

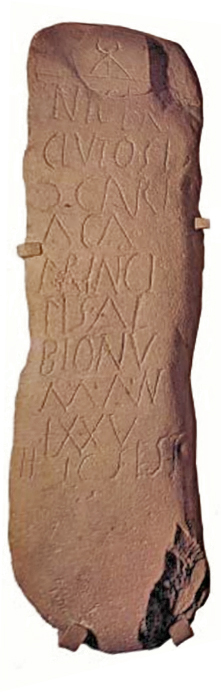
Bản khắc Nicer Clutosi.

Tiếng Gallaecia là một ngôn ngữ Celt đã tuyệt chủng, từng là một trong những ngôn ngữ cổ Celt-Hispano. Nó từng hiện diện vào thời kỳ đầu thiên niên kỷ thứ nhất ở miền tây bắc bán đảo Iberia mà khi đó là tỉnh La Mã Gallaecia, và nay là các khu vực Galicia, tây Asturias, tỉnh León (Tây Ban Nha) và Vùng Norte, Bồ Đào Nha.